# White Marsh
White Marsh ist ein Gemeindefreies Gebiet und ein Census-designated place im Baltimore County im US-Bundesstaat Maryland. White Marsh hat 10.287 Einwohner (Stand: Volkszählung 2020) auf einer Fläche von 13,7 km² und zählt zu den östlichen Vororten von Baltimore. Angrenzend liegen Perry Hall im Norden, Rosedale im Südwesten, Middle River im Süden und Parkville im Westen.

## Wirtschaft
Die White Hall Mall, ein Einkaufscenter, ist mit gut 130 Geschäften auf 10 Hektar Fläche das größte Unternehmen von White Marsh.